# آبجو آسترا

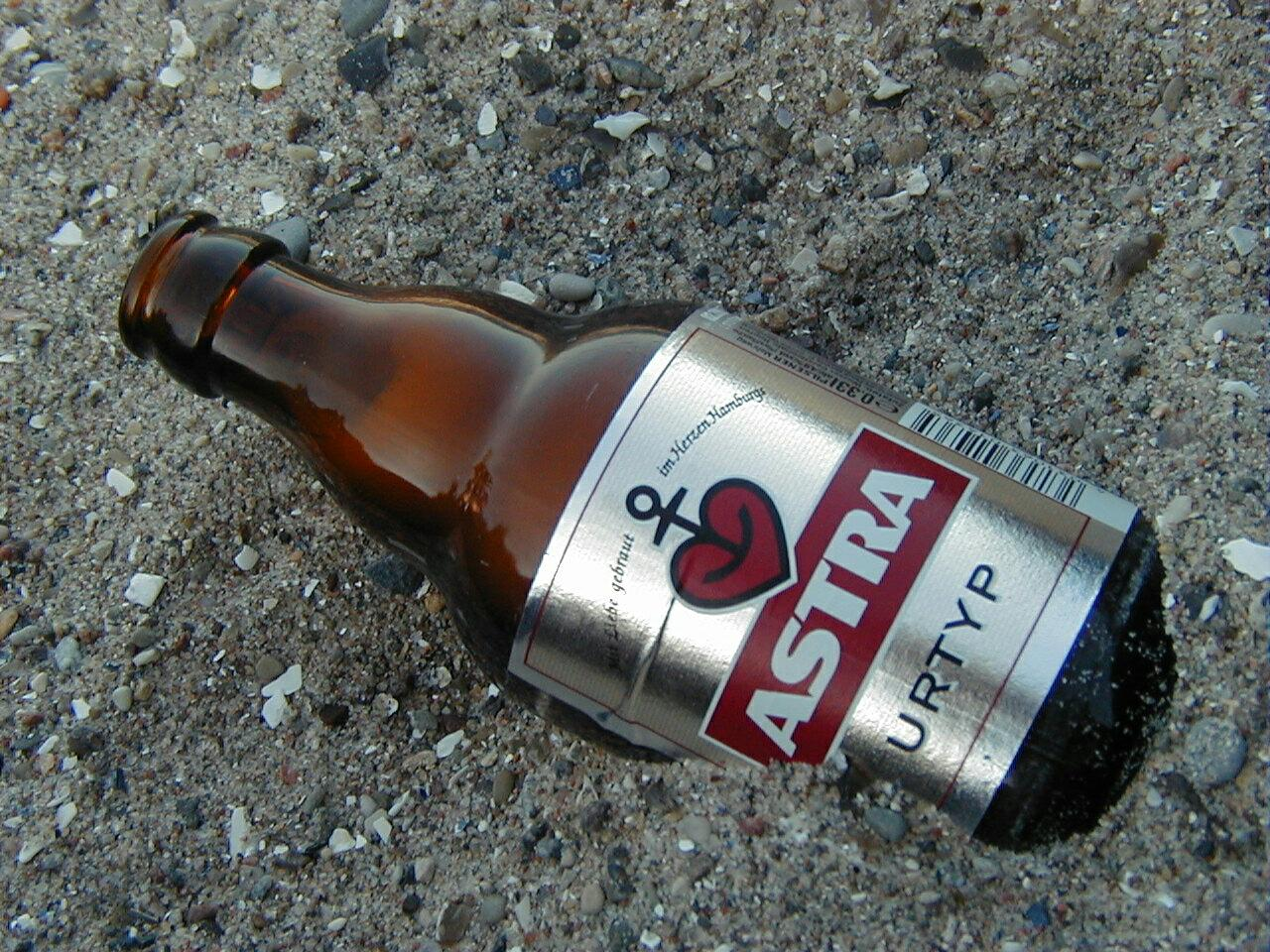
بطری Astra Steinie "Urtyp"

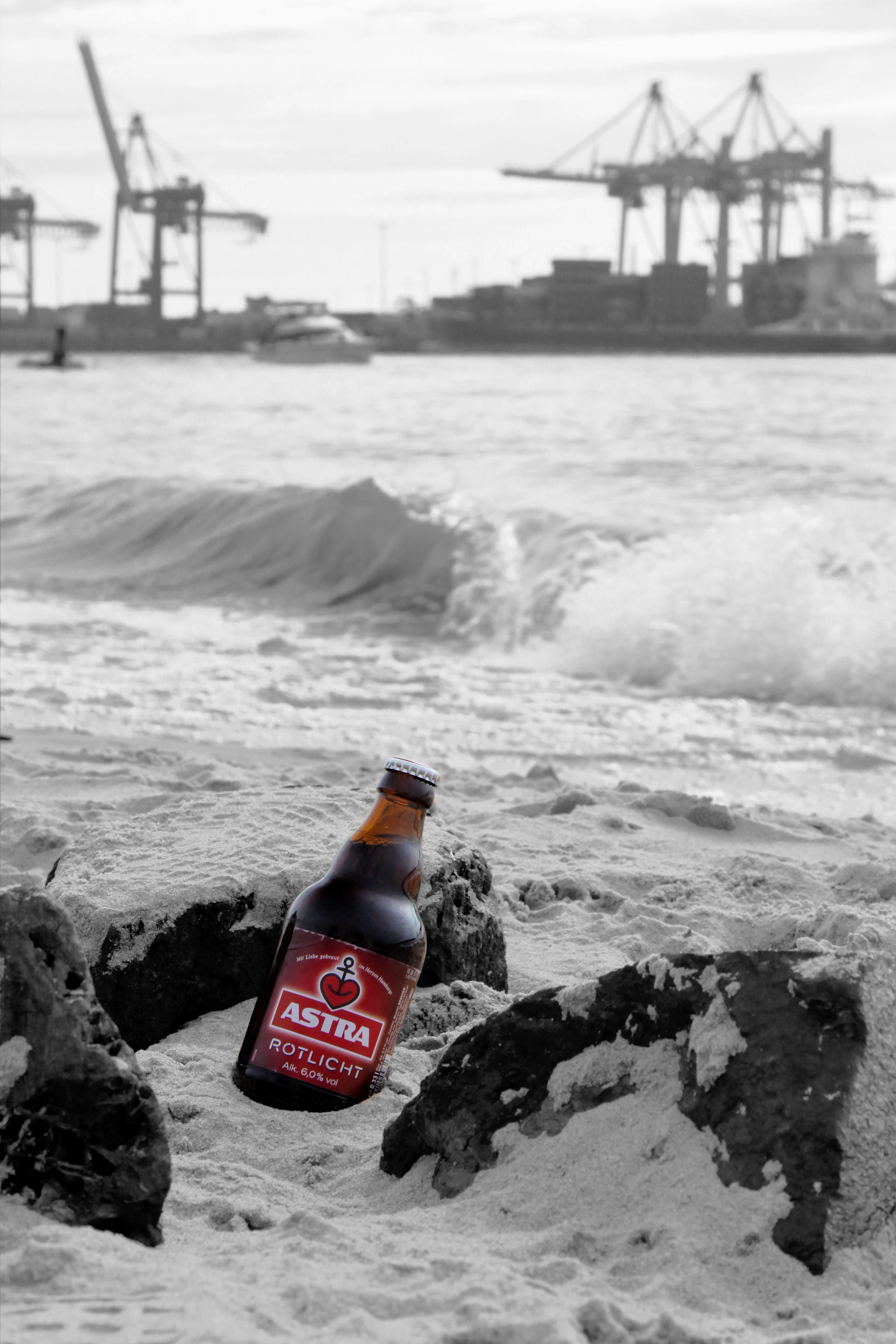
بطری شیشه ای ۳۳۰ میلی لیتری Steinieform آسترا "چراغ قرمز" در بندر هامبورگ در پس زمینه اش

آسترا یک برند آلمانی آبجو است.

## تاریخ
این نوشیدنی برای اولین بار توسط کارخانه آبجوسازی باواریا که در سال ۱۸۹۷ در شهر آلتونا تأسیس شده‌است تولید شد و نام آن را تا سال ۱۹۰۹ به نام بایرن آورد می‌شناختند. اجداد هلندی پیتر اول دو واس، هلندی است که در سال ۱۶۴۷ در آلتونا این آبجو را تولید کرد. سال ۱۹۲۲، کارخانه نانوایی بایرن با کارخانه تولید آبجوسازی Actien از خیابان هامبورگ-خیابان ۱۸۶۳ ادغام شدند . پائولی به بایرن-خیابان. کارخانه آبجو پولی در سال ۱۹۳۲، کارخانه آبجو در Altona بسته شد و دفتر مرکزی شرکت را از Altona به هامبورگ جابجا کرد.
اندکی قبل از صدهٔ اخیر، صاحب آن زمان Brau و Brunnen می‌خواستند کارخانه نانوایی را در سنت پائولی ببندند. شهر هامبورگ سپس براو و برونن محل کارخانه را خریداری کرد. در ژانویه سال ۱۹۹۸ و به‌طور اختصاصی کارخانه آبجو را اداره کرده و پس از خرید کارخانه آبجو هولشتن در دسامبر سال ۱۹۹۸، "چه در برابر؟ تبلیغات تبلیغاتی و در سال ۲۰۰۰ لوگوی قدیمی را با دو شیر و بشکه با یک آرم با قلب و لنگر جایگزین کرد. سال ۲۰۰۳، کارخانه آبجو سنت پائولی بسته شد و ساختمانها را تخریب کردند و کارخانه تولید آبجوسازی هولستن در Altona-Nord تولید آبجو را به عهده گرفت.
در سال ۲۰۰۴ کارلسبرگ کارخانه آبجو هولشتن را بر خریداری کرد و در ابتدای سال ۲۰۱۶، کارلسبرگ اعلام کرد که تولید آبجو باید در سال ۲۰۱۸ باید به Altona-Nord انتقال یابد. طرح کارخانه آبجو در Altona North قرار است برای ساختمان‌های مسکونی استفاده شود.

## گونه‌های آبجو
| نام برند        | کد رنگ      | الکل | ویژگی‌ها                         |
| --------------- | ----------- | ---- | ------------------------------- |
| آسترا اورتیپ    | قهوهای      | ۴٫۹٪ | -                               |
| آسترا کیزمیشه   | ابی         | ۲٫۵٪ | ۵۰٪ آبجو و ۵۰٪ لیموناد          |
| موشک آسترا      | قرمز-سفید   | ۵٫۹٪ | آبجو با عطر مرکبات ودکا         |
| چراغ قرمز آسترا | رنگ ارغوانی | ۶٫۰٪ | آبجو Astra با محتوای الکل بیشتر |

در آغاز سال ۲۰۱۷، نام Alsterwasser، که استانداردی برای یک نوشیدنی آبجو مخلوط حاوی لیموناد در شمال آلمان است، به Kiezmische تغییر یافت.
در ماه‌های زمستان گونه ای بنام آقشکالت تعیین و جایگزین نوع اصلی می‌شود. میزان الکل بالاتر از ۵٫۹ درصد و بالاتر نسبت به نوع اصلی است.

## گستره
آسترا به دلیل تبلیغاتی شناخته شده‌است. از سال ۱۹۹۷ تا ۲۰۱۳، روز جهانی سال آسترا در هامبورگ برگزار شد.
در نوامبر ۲۰۱۸ در هامبورگ منطقه ای بنام سرگرمی و نور سرخ در سنت پائولی آسترا آبجوسازی دایر شد.
با توجه به ارتباط آن با منطقه هامبورگ سنت پائولی آسترا شریک طولانی مدت باشگاه فوتبال FC St. Pauli است. آسترا «آبجو خانگی» در ورزشگاه میلرنتور شد. بعد از آنکه کمپین‌های مختلف پوسترهایی در ارتباط با این باشگاه طراحی کرد و دوزهای فصلی به رنگ کلوپ فروخته شد و شعار اصلاح شده با عشق به FC St. Pauli , Astra از سال ۲۰۱۷ اسپانسر آستین انجمن یافت. این مسئله چندان بازتاب خاصی ندارد، زیرا آسترا متعلق به آبجوسازی هولشتن است - تا سال ۲۰۱۵ حامی رسمی رقبای محلی Hamburger SV بود که در بازاریابی خود به HSV مشهورند.

## پیوندها
- صفحه خانگی بایگانی‌شده  در ۷ اوت ۲۰۲۰ توسط Wayback Machine